# Tenuhawa
Tenuhawa – gaun wikas samiti w zachodniej części Nepalu w strefie Lumbini w dystrykcie Rupandehi. Według nepalskiego spisu powszechnego z 2001 roku liczył on 1193 gospodarstw domowych i 9251 mieszkańców (4520 kobiet i 4731 mężczyzn).